# 阪堺電気軌道1001形電車
阪堺電気軌道1001形電車（はんかいでんききどう1001がたでんしゃ）は、2013年8月25日から営業運転が開始された、阪堺電気軌道が保有する路面電車車両である。車両の愛称は「堺トラム」。

## 概要
堺市による阪堺線活性化支援策の一つとして、同市と国の補助により合計3編成導入された、阪堺電気軌道では初の超低床型車両である。
第1編成の1001号車（編成呼称「茶ちゃ」）は2013年2月に完成した。我孫子道車庫へ搬入された後、乗務員の習熟運転や関係者対象の試乗会などを経て、2013年8月25日から我孫子道 - 浜寺駅前間で営業運転を開始した。2014年2月には第2編成の1002号車（編成呼称「紫おん」）が完成。同年3月1日のダイヤ改正において1001形が天王寺駅前への乗り入れを開始すると同時に営業運転に就いた。第3編成の1003号車（編成呼称「青らん」）は2015年2月に完成。同年3月1日より営業運転に就いた。なお、本形式は阪堺電気軌道の車両（旧南海大阪軌道線時代に製造された車両も含む）としては、初めてアルナ車両で製造された。
2017年（平成29年）度グッドデザイン賞を受賞。

## 特徴

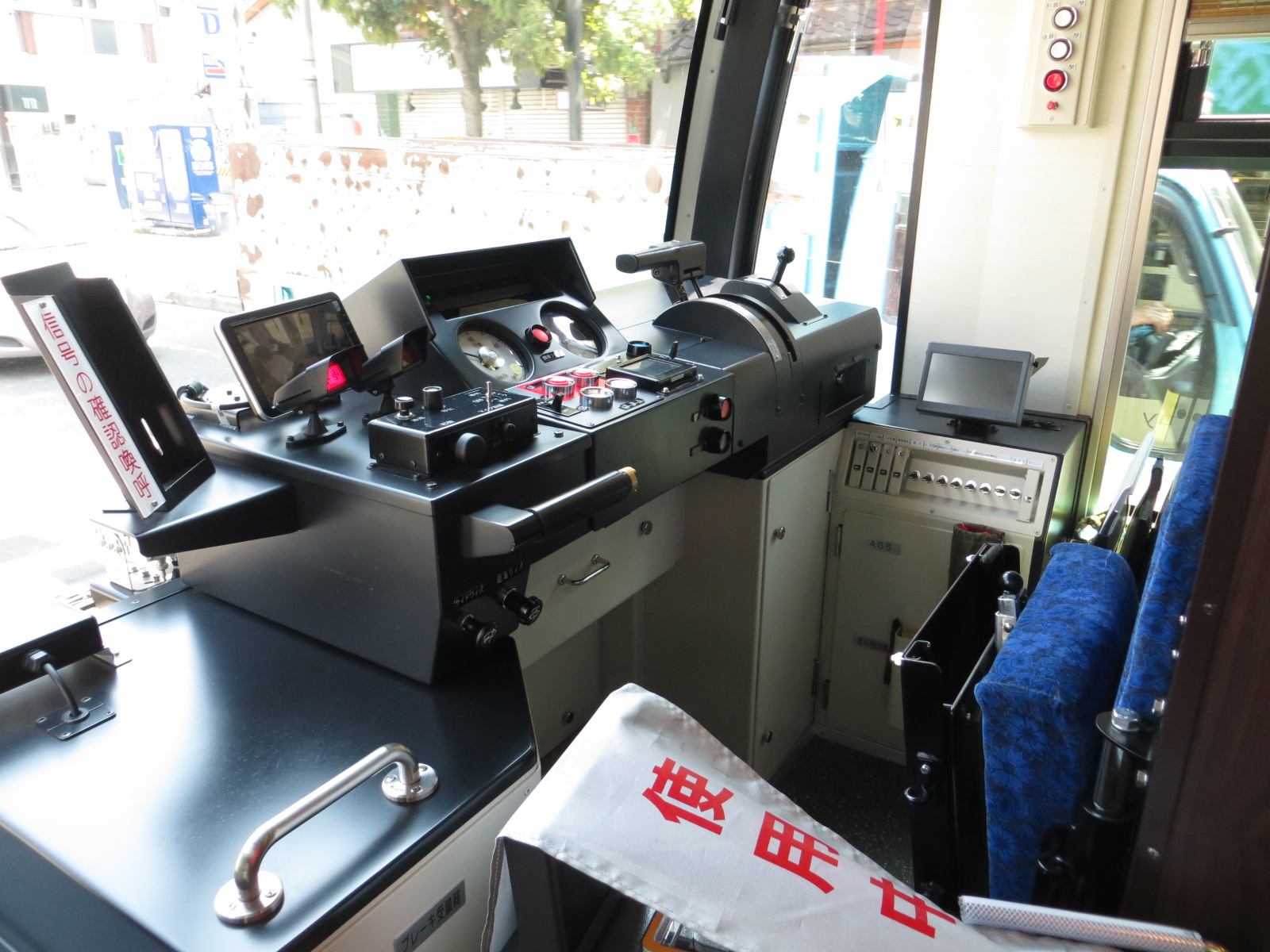
運転台

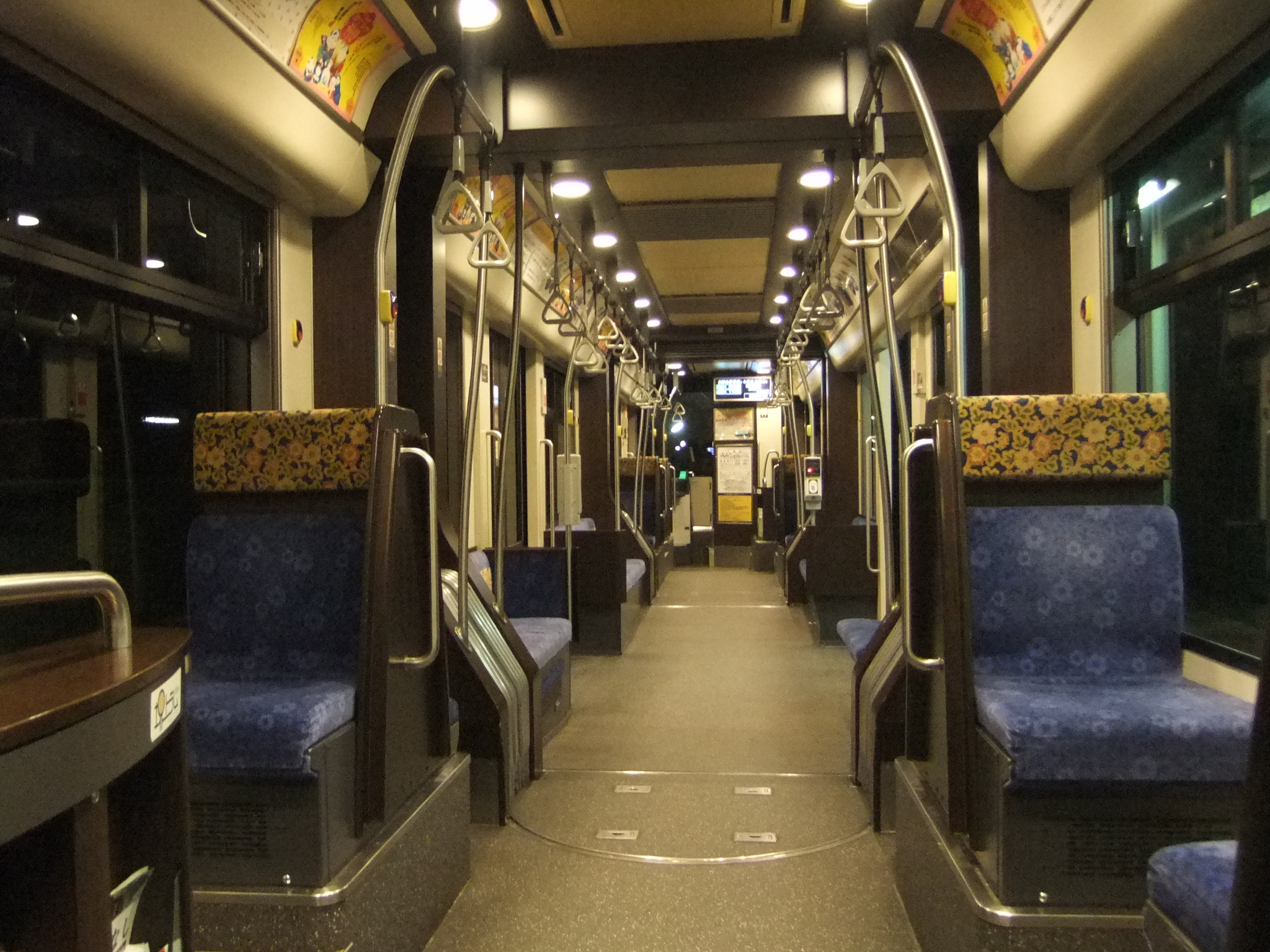
車内

- 車内の床面は、従来のモ701形等の車両に比べて高さが極めて低く、部分的に若干の傾斜があるものの段差はほとんどない。車両の出入口と停留場との高さの差が小さいため、車いすやベビーカーで利用する場合でも乗り降りがしやすくなっている。車両は3つの車体で1つの編成を構成する連接型で、製造を担当したアルナ車両が中心となって開発されたリトルダンサーシリーズと呼ばれる超低床型電車のうちの「タイプUa」に該当する。
- 車外のカラーデザインは、堺市が公表した4つの案の中から公募による投票により決定した。側面下部の色は、堺にゆかりのある千利休の「わび」をイメージした白茶で、先頭部と側面最上部にアクセントとしてシャンパンメタリックを、また、先頭部側面には堺の伝統産業である「堺刃物」をイメージした黒をレイアウトしている。側面上部の色は編成ごとに異なり、色などにちなんだ呼称がそれぞれに付けられている。呼称は一般公募を元に愛称選考会議を経て決定している。
  - 第1編成（1001号車）の色は緑。呼称は「茶ちゃ（ちゃちゃ）」。緑は世界文化遺産・百舌鳥古墳群や、長年にわたって阪堺電車の車体に使われている緑色をイメージしている。千利休が追求した「わび」をイメージとしていることから、「茶」にちなんだ呼称とした。
  - 第2編成（1002号車）の色は紫。呼称は「紫おん（しおん）」。紫は堺市出身の歌人である与謝野晶子が好んだ色で、かつ堺市の市花として制定しているハナショウブを表現している。また「しおん」という言葉の響きに温かみがあり、誰にでも優しい低床式車両にふさわしいことから命名された[4]。
  - 第3編成（1003号車）の色は青。呼称は「青らん（せいらん）」。青は浜寺の海や堺市の市旗の色であり、日本の伝統色である「青藍（せいらん）」が堺市の市旗の色に近く、「らん」という言葉が「走る」「藍」といった様々な意味を持っていて堺トラムのイメージに合致することから命名された[5]。
- 内装は木材を随所に使用し、和をイメージしたものに仕上げている。化粧板には木目柄・和紙柄を、照明は電球色のダウンライトを用いている。座席はロングシートとクロスシートの組み合わせとなっており、柄はかつて堺の産業であった木綿地の染物「堺更紗」をモチーフにデザインされている。窓の日よけはすだれカーテンを使用している。
- 堺市は、公共交通のバリアフリー化等への活用を目的とした基金を設立し、一般からの寄付を募っている。2012年度から2014年度にかけて集められた寄付金は、1001形を導入するための補助の一部に充てられた。車内には、一定額以上の寄付に協力した個人、企業、団体の名前を記したプレートが取り付けられている[6]。
- 運転台背面には液晶ディスプレイが設置されており、次駅・運賃・行先・日付と共に、堺市内の阪堺線沿線の観光施設が適宜表示される。
- 車体の先頭部と側面にはLED式の電光行先表示装置を装備している。前面は日本語とローマ字を交互に表示（営業運転では駅番号も表示。回送や試運転の場合は日本語とローマ字を併記して表示）、側面は日本語（漢字）と日本語（ひらがな）・ローマ字・駅番号を交互に表示する。

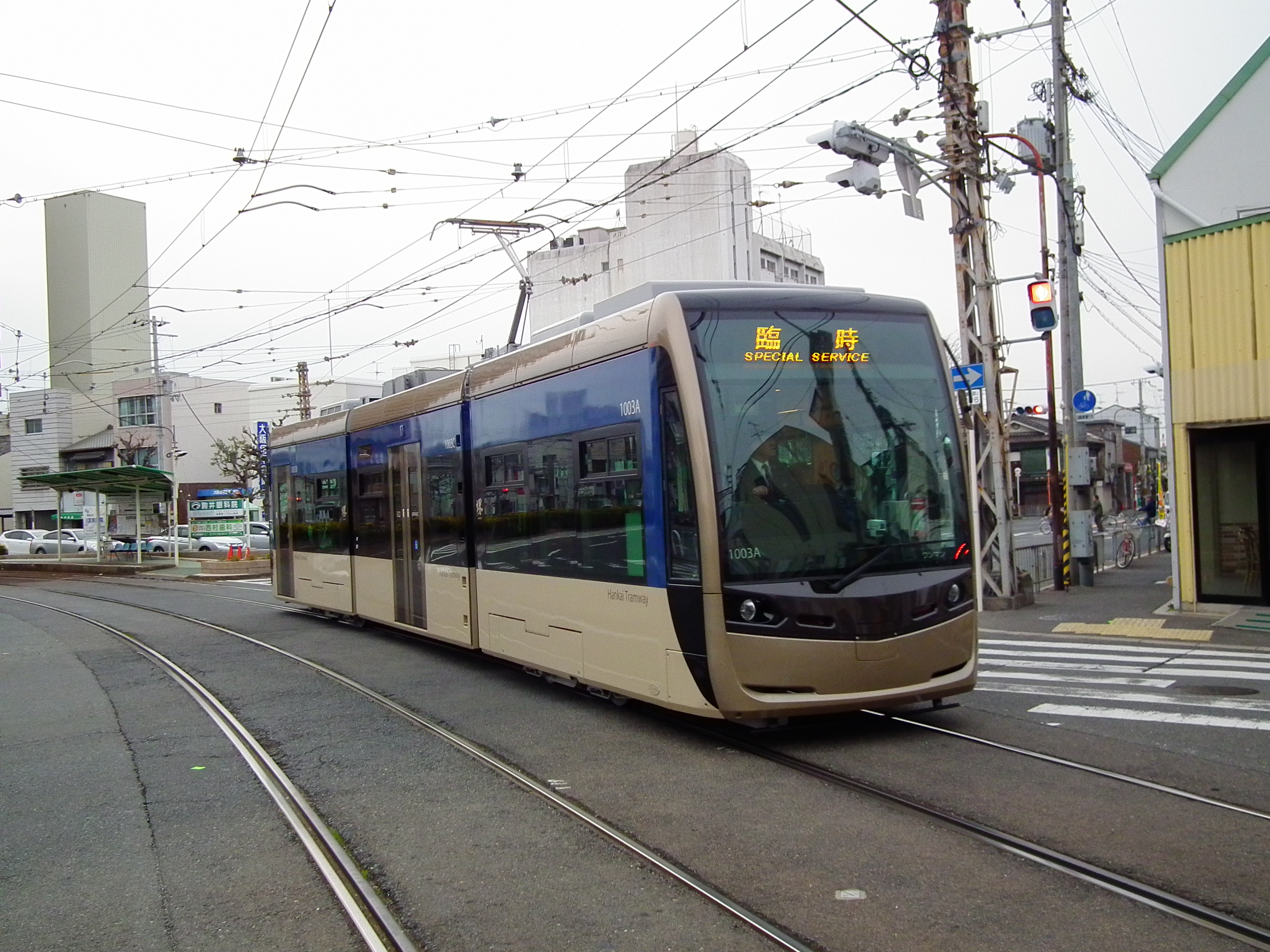
「臨時」表示を出した１００３号「青らん」

- 車体中央にある入口ドアは両開き式、進行方向前方にある出口ドアは片開き式で、どちらもスイング式プラグドアとなっている。ドア開閉時にはチャイムが鳴動し、扉開閉予告ランプが点滅する。（いずれも阪堺電軌で初採用）
- 1001形での車内案内放送には、他形式車両にはない英語による停留場案内が追加されているが、広告は流されていない。

ただし、一部期間では試験的なのか英語放送が外され広告放送が流されていた時期も存在した。
- 阪堺電軌では初のミュージックホーンが付けられた。

「堺トラム」
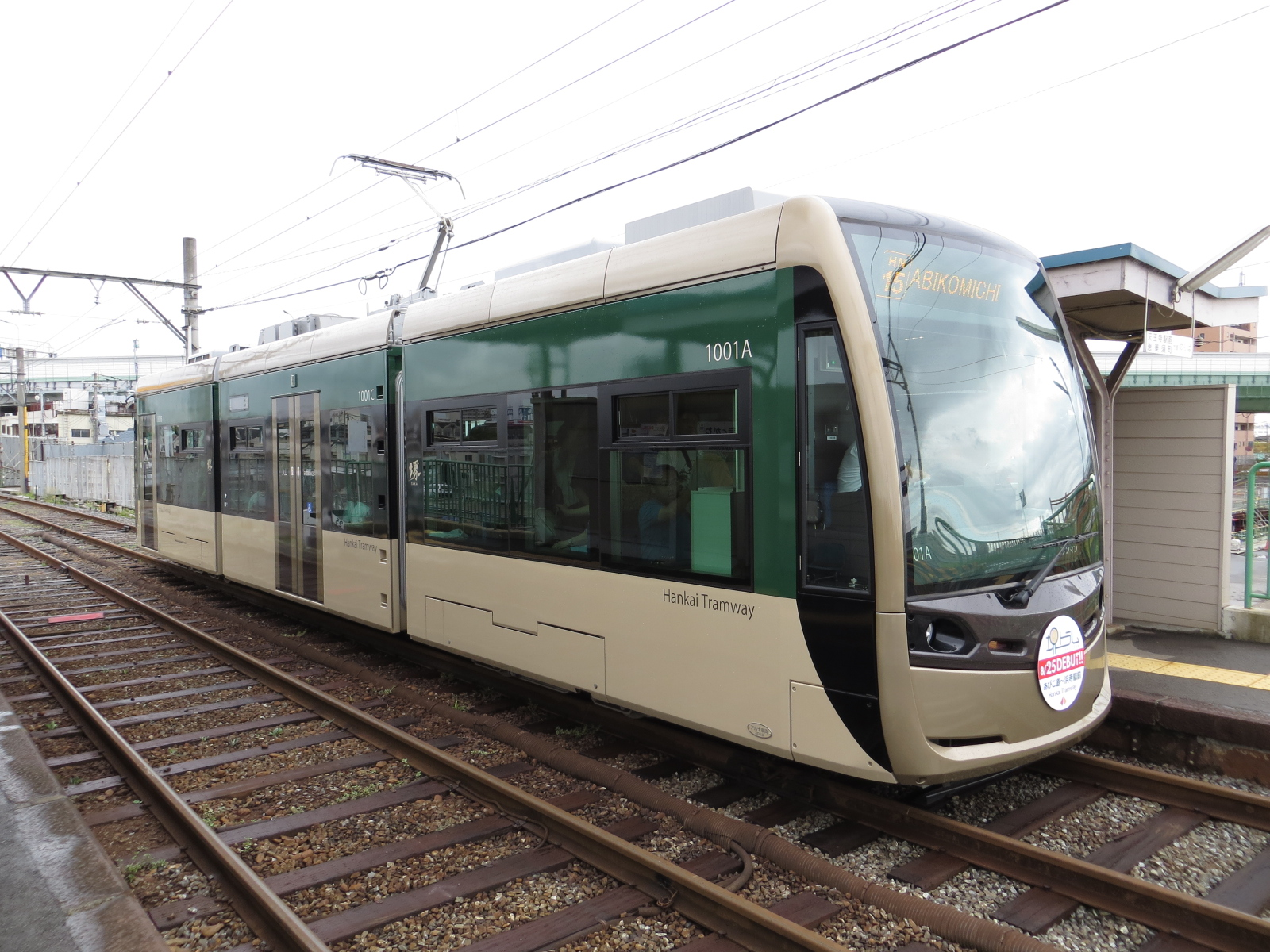
営業初日の1001号「茶ちゃ」（大和川）
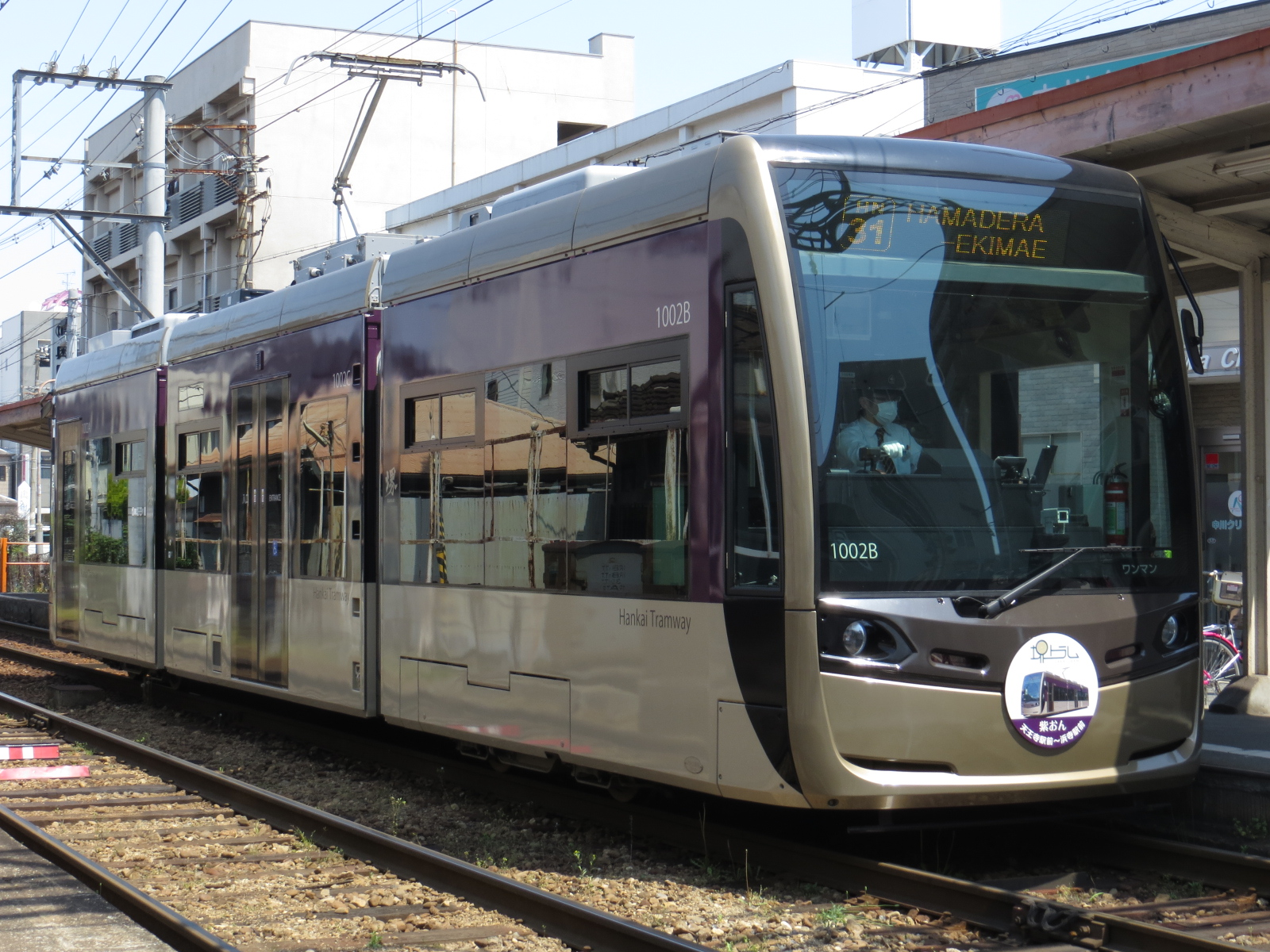
1002号「紫おん」（我孫子道）
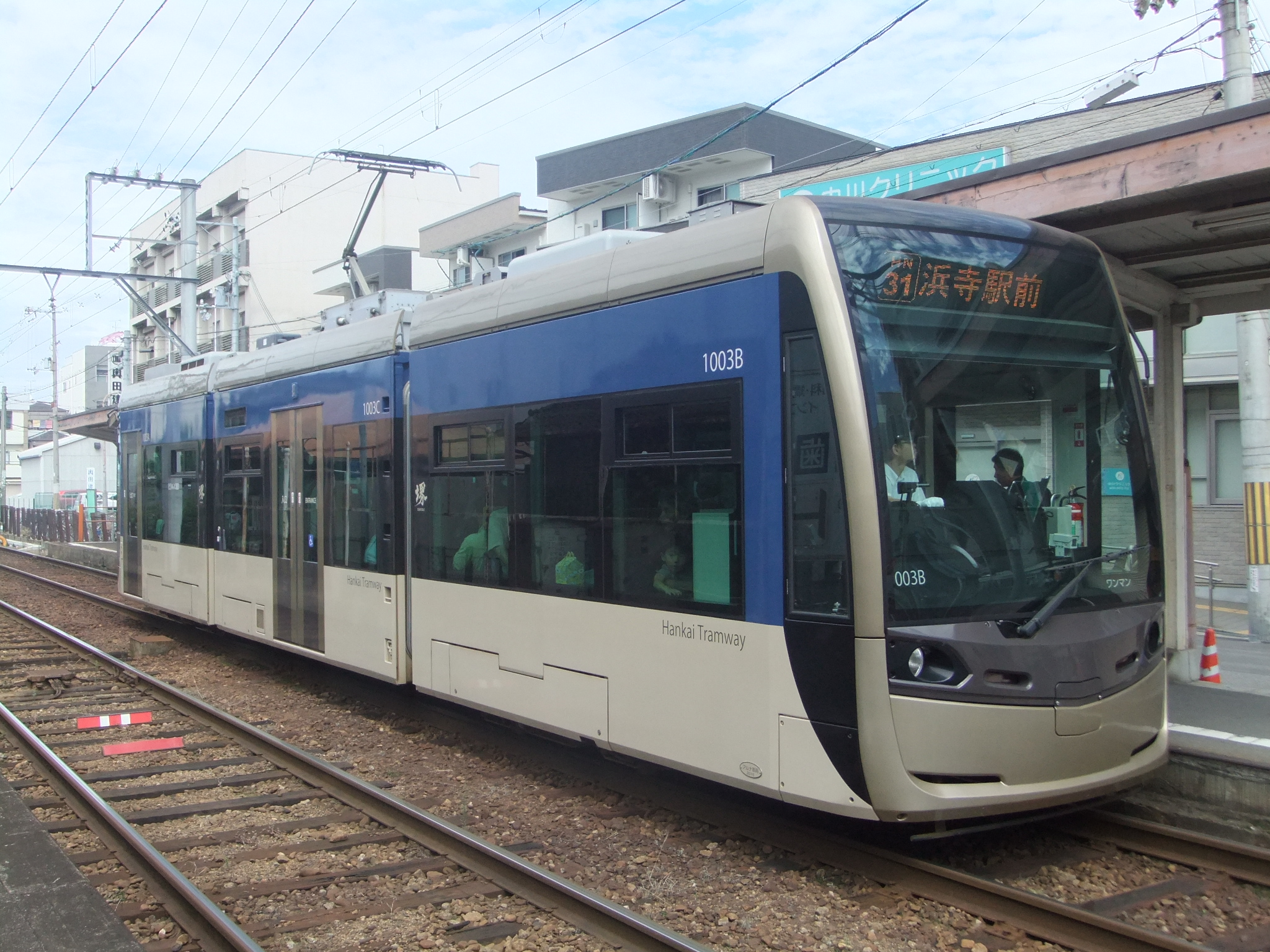
1003号「青らん」（我孫子道）
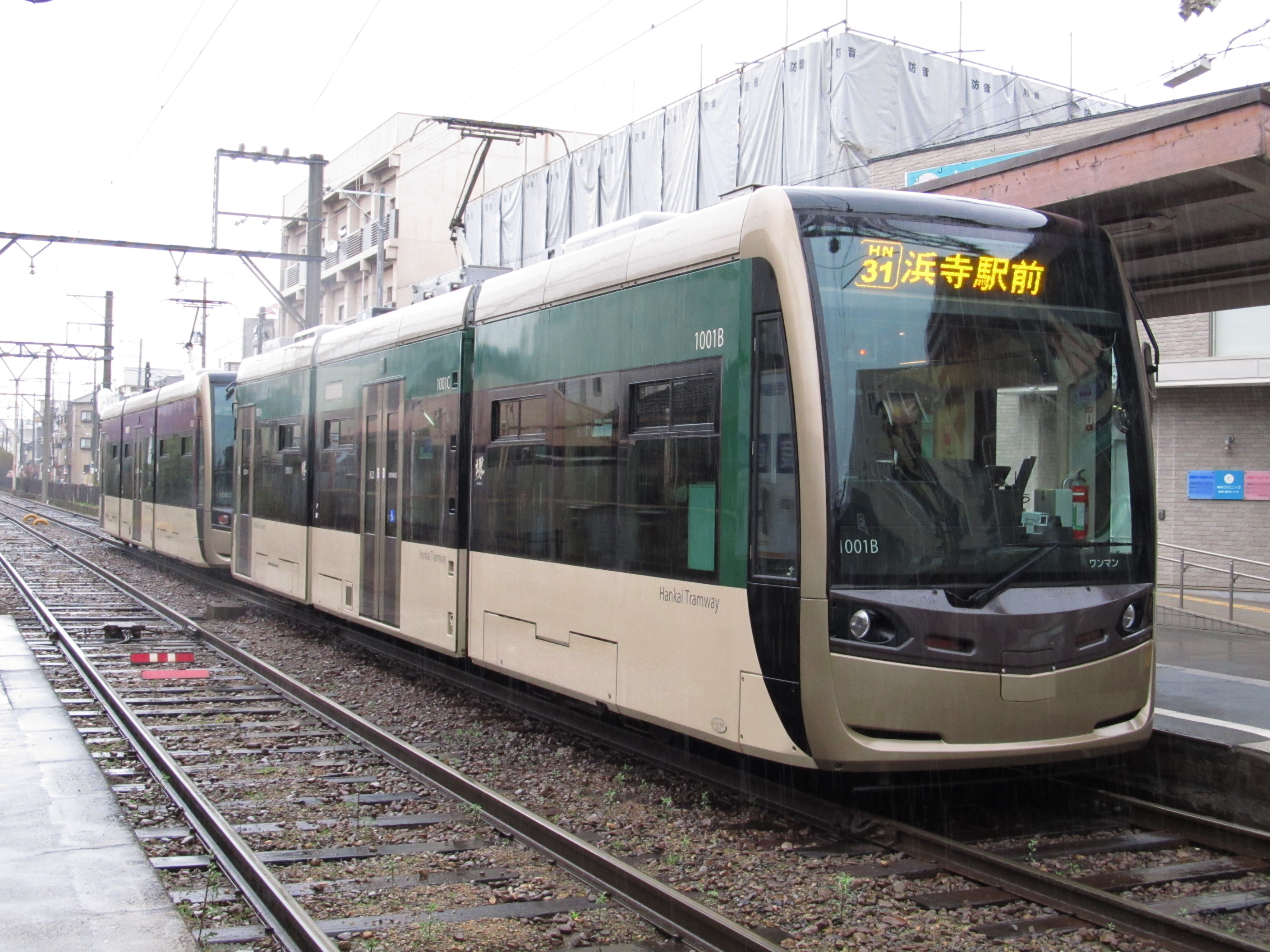
ダイヤ乱れで発生した1001号と1002号の車両交換（我孫子道）

## 現在の運用
上町線の天王寺駅前から住吉を経て阪堺線の浜寺駅前までの間で毎日定期運行されており、1001形3編成と1101形1編成の計4編成中2編成がその運用に充てられている。定期運行は、平日は上下合わせて31便、土休日は上下合わせて34便あり、時刻は各停留所の時刻表や阪堺電気軌道のホームページで確認できる。残りの2編成は従来車両との共通運用である。
阪堺線の住吉 - 恵美須町間では運行していない。理由は、今池停留所の場内踏切からはみ出して停車する形になり危険なため。ただし、試運転という形での入線実績はあり、行先表示に「えびす町」と表示させることは可能で、毎年6月に開催される阪堺電車まつりで展示される際は来場者向けの演出で、えびす町や天神ノ森を表示させることがある。
2015年3月1日より、阪堺電気軌道ホームページでTwitterによる1001形各編成の位置情報が配信されていたが、2025年１月現在は廃止されている。代替として、南海アプリ内の阪堺電車走行位置案内サービスから、確認できるようになっている。但し、ノンステップ車両のみの案内で、どの形式のどの編成かまでは確認できない。（当初は試験配信だったが、その後メンテナンスのうえ、2017年1月現在は本格的に運用されている）

## ラッピング
堺市とカプコンのゲーム「モンスターハンターシリーズ」コラボレーションイベントの開催に合わせて、2022年6月23日から1001号の側面に「メルゼナ」を描いたラッピング列車を運行している。
2024年1月23日より、1003号の側面に沿線５つの納税協会をPRしたラッピング列車が運行され、1003号の前面にヘッドマークが掲出された。
2025年3月26日より、1003号の側面に天王寺動物園110周年を記念してラッピング列車を運行している。デザインはサイ、ライオン、シロクマ、ペンギンの4種類となっている。

## 過去の運用
第1編成のみで運用されていた2013年8月25日から2014年2月10日までは、浜寺駅前 - 我孫子道間を火曜日・金曜日以外で昼間時に1日5往復（月曜日は車両点検のため4往復）運転されていた。2013年11月14日に自動車との接触事故が発生し、修理のため一時運行を休止した。2014年1月1日に運用復帰し、正月三が日の住吉大社への初詣客輸送のため我孫子道 - 住吉 - 浜寺駅前間で臨時運用され、これが我孫子道以北の大阪市内区間での最初の営業運転となった。その後、2014年1月6日から通常運転を再開したが、2014年2月12日（火曜日は運休日のため実質2月11日）から2月28日まで車両整備等のため再度運休となっていた。
前述の通り、2014年3月1日から第2編成を導入、営業運転区間を浜寺駅前 - 天王寺駅前間に拡大し、毎日運転となった。2016年1月30日までは平日は上下合わせて20便、土休日は上下合わせて17便運用されていた。なお、同日で廃止された上町線の住吉 - 住吉公園間では通常ダイヤでは運行していなかった。(2015年・2016年の正月特別ダイヤのみ運転された)